# 二塩化ポロニウム
二塩化ポロニウム（にえんかポロニウム、英: polonium dichloride）は、化学式が PoCl2 で表される放射性元素ポロニウムの塩化物である。

## 構造
二塩化ポロニウムは P222、Pmm2、Pmmm のいずれかの空間群における斜方晶系の単位格子であるとされるが、これはおそらく擬似格子である。真の空間群は、90度に近い1つ以上の格子角をもつ単斜晶系または三斜晶系である可能性もある。空間群が P222 であると仮定すると、この構造は Po の歪んだ立方配位を {PoCl8}、Cl の歪んだ平面四角形配位を {ClPo4} と表される。

## 性質
PoCl2 は、金属ポロニウムのハロゲン化あるいは四塩化ポロニウム PoCl4 の脱ハロゲン化によって得られる。PoCl4 を脱ハロゲン化するには、少し湿らせた PoCl4 を二酸化硫黄によって300 °Cで還元するか、熱した PoCl4 を一酸化炭素または硫化水素気流中150 °Cで還元する方法がある。

## 反応
PoCl2 は希塩酸に溶けて、自動酸化される Po(IV) の桃色溶液となる。PoCl2 は過酸化水素または塩素水によって急速に酸化される。桃色溶液に水酸化カリウムを加えると暗茶色の沈殿を生じる。これはおそらく水和した PoO または Po(OH)2 で、急速に Po(IV) に酸化される。希硝酸を加えると PoCl2 は暗赤色の溶液となり、未知成分からなる薄片状の白色沈殿を生じる。